# Oryx gazelle
Ne doit pas être confondu avec oryx algazelle, dont le nom ressemble fortement.
Oryx gazella
Espèce
Statut de conservation UICN

 LC  : Préoccupation mineure
L'oryx gazelle ou gemsbok (Oryx gazella) est une espèce de bovidé souvent considérée comme une antilope, bien qu'elle ne soit pas de la sous-famille des Antilopinae, mais de celle des Hippotraginae. On la trouve des dunes désertiques de la Namibie (il en est d'ailleurs l'animal national) aux savanes arides du désert du Kalahari. Le nom oryx gazelle vient de la beauté de son pelage ; l'animal a de grands traits noirs sur ses flancs, ses pattes et sa tête claire, celle-ci paraissant maquillée. Il est très commun par rapport aux autres espèces d'oryx comme l'oryx algazelle, éteint à l'état sauvage. Comme le gnou, l'oryx gemsbok peut être doré.

## Physiologie
- Longueur du corps : 1,60 à 1,90 m
- Longueur de la queue : 45 à 90 cm
- Hauteur au garrot : 1,10 à 1,25 m[2]
- Poids adulte mâle : 170 à 240 kg (200 en moyenne)
- Poids adulte femelle : 120 à 190 kg[3] (150 en moyenne)
- Longueur des cornes : environ 85 cm
- Maturité sexuelle : femelle : 1,5 à 2 ans ; mâle : 1,5 à 2 ans
- Gestation : 9 à 10 mois
- Nombre de jeunes / portée : 1
- Nombre de portées / an : la femelle peut se reproduire toute l'année
- Vitesse de pointe : 65 km/h
- Longévité :
  - Libre : 15 ans
  - Captif : 24 ans
- Cri : généralement silencieux, mais il peut émettre de puissants grognements d’alarme

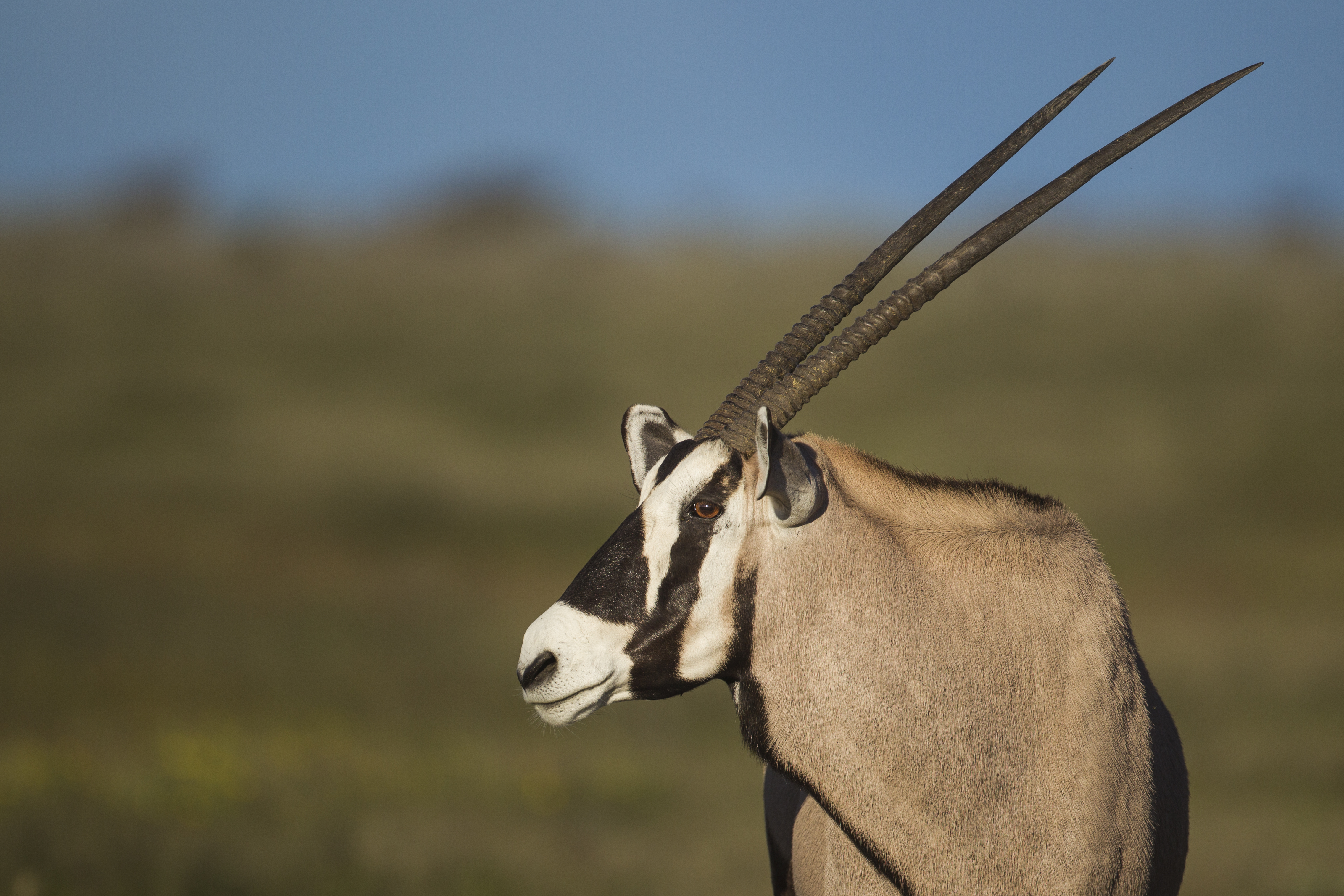
Oryx gazella au parc national d'Etosha (Namibie).

La température interne de l'oryx gazelle peut atteindre 45 °C. Il a toutefois un système de thermorégulation lui permettant de garder sa température faciale à 38 °C s'il le faut. Au lieu de gaspiller l’eau de son corps en transpiration et halètements, il laisse sa température corporelle monter de quelques degrés au-dessus de la normale quand il fait très chaud. La nuit, il rejette la chaleur accumulée. Il est l'archétype même de l'animal qui s'est adapté au désert.
Sa résistance est essentiellement due à sa capacité à se passer d’eau pendant presque toute l’année. Pour un animal de cette taille, son métabolisme corporel est moins élevé que la normale, ce qui signifie que ses besoins en nourriture et en eau sont moindres. En outre, son comportement est orienté vers l’économie d’énergie et d’eau. Plutôt que de s’exposer en pleine chaleur, il s’allonge à l’ombre d’un arbre, ou, lorsqu’il ne trouve pas d’ombre, se place de façon à présenter le moins possible son corps au soleil. Il n'est actif qu’à la fraîcheur de la nuit, au petit matin ou en fin d’après midi.

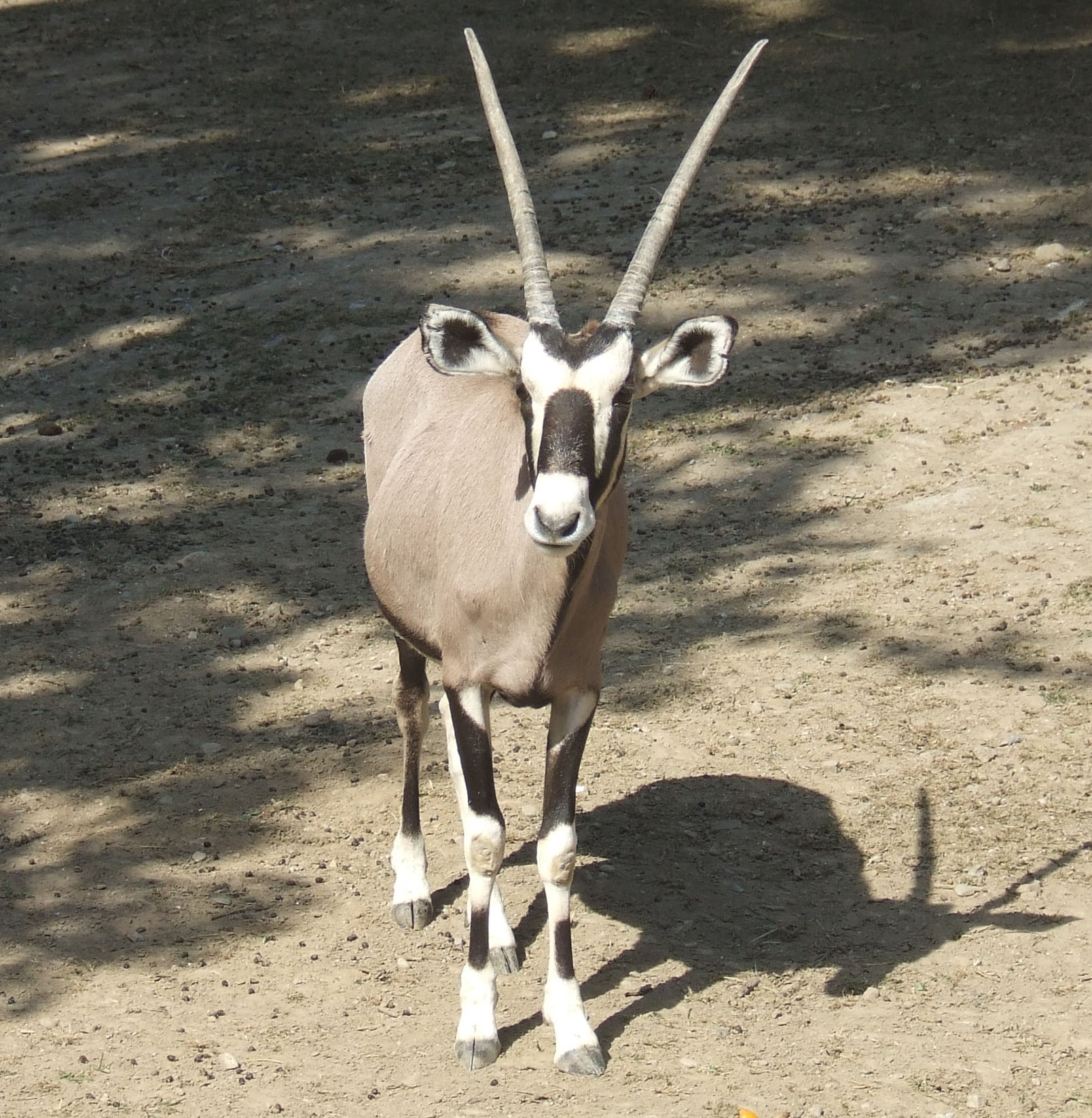
Oryx gazelle mâle.

Le dimorphisme sexuel s'exprime au niveau des cornes des oryx. Celles des mâles sont plus sabrées et plus écartées, alors que celles des femelles sont proches et droites.

## Répartition géographique
- Afrique australe (Namibie, Angola, Zimbabwe, Botswana).
- Afrique du Sud.

## Habitat
Déserts, semi-déserts (zone de sable aride mais avec des arbres, des buissons, des plantes et de l'herbe), steppes, zones rocheuses, dunes de sable s’élevant jusqu'à 1 200 mètres d'altitude.

## Régime alimentaire
Ruminant, herbivore, il se nourrit de diverses graminées, des melons tsama, des tubercules et des racines car cela qui lui permet de compléter son apport en eau.

## Comportement

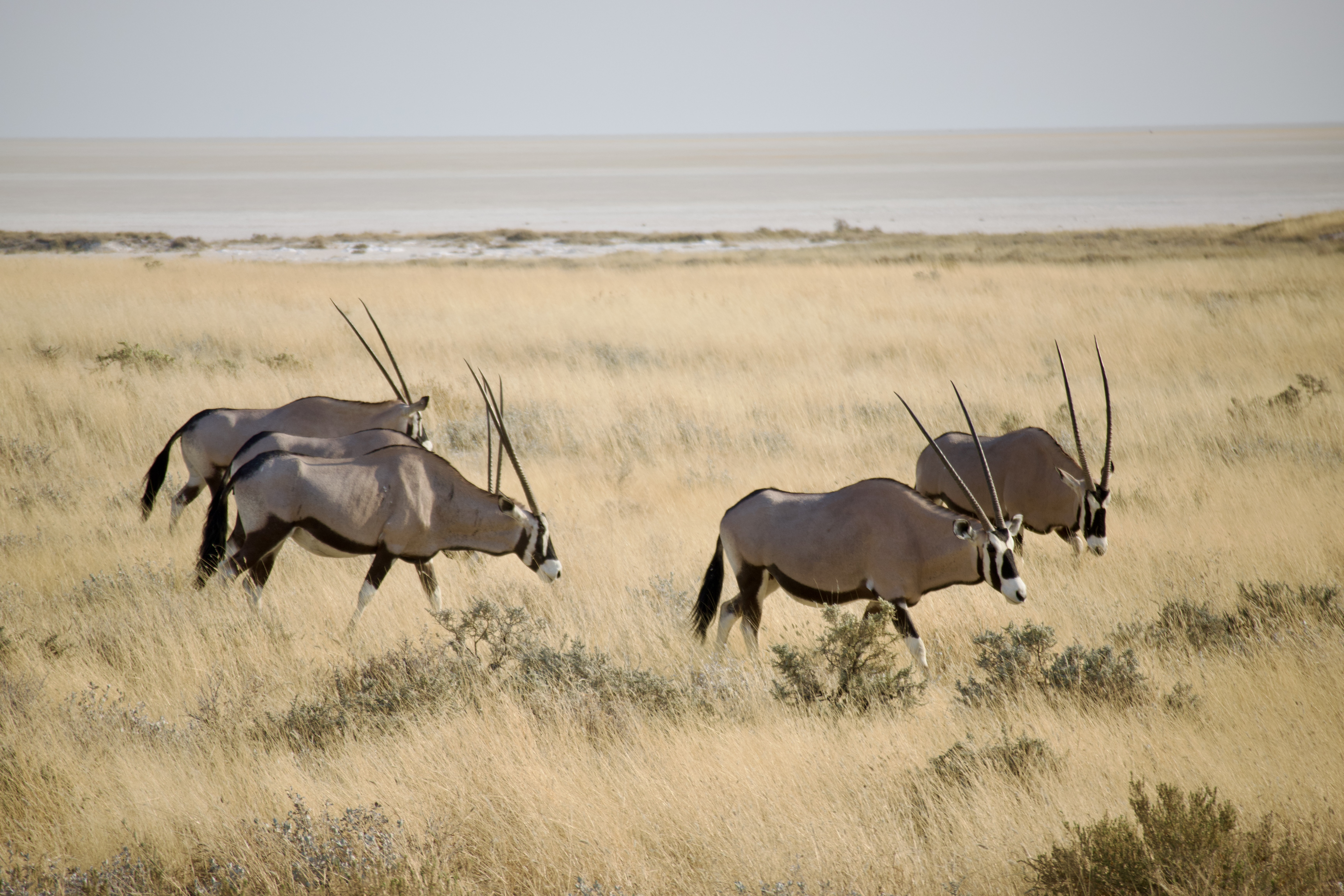
Troupeau d'oryx (Parc national d’Etosha)

Ils sont assez craintifs et vivent en troupeau de 6 à 12 individus, parfois 30 ou 40. Les troupeaux ne sont constitués que de femelles et de leurs petits. Les jeunes mâles vivent à l'écart. Ces groupes sont nomades en fonction de l'évolution annuelle des ressources alimentaires.
Seuls les mâles dominant sont peu ou prou sédentaires. Les recherches conduites au Kalahari, révèlent que l’oryx gemsbok est relativement sédentaire, occupant des domaines assez réduits, d’environ 50 km² pour les mâles et 1 000 km² pour les femelles. On reconnaît tout de suite l’oryx gazelle aux dessins blancs et noirs qui ornent sa tête. Les scientifiques pensent que ces dessins aident les animaux à communiquer. Ils n’auraient pas le même sens lorsque l’oryx marche ou court, lorsqu’il lève ou baisse la tête. Selon les circonstances, ils constitueraient un signal d’alarme ou de reconnaissance entre les membres du troupeau.

## Prédateurs
Ses prédateurs sont les lions, les hyènes, les lycaons, les léopards et les guépards s'attaquent aux jeunes. Pour se défendre, il abaisse ses cornes parallèlement au sol puis bondit en avant avec une grande précision. Il détient la réputation d'être la seule antilope capable de tuer les lions et des léopards, en effet plusieurs de ces félins ont été retrouvés morts après s'être faits encorner par les cornes de l'oryx. Mais généralement, il préfère prendre la fuite, pouvant courir très rapidement.

## Statut
Sa population est stable, elle est de 373 000 individus d'après la liste rouge de l'UICN. L’oryx gemsbok n’a survécu que grâce aux réserves protégées, notamment celles du désert du Namib,dans le Kalahari entre autres, dans la réserve de Sanbona dans le petit Karoo. Chassé à outrance, l’espèce a bien failli disparaître.

## Galerie d'images

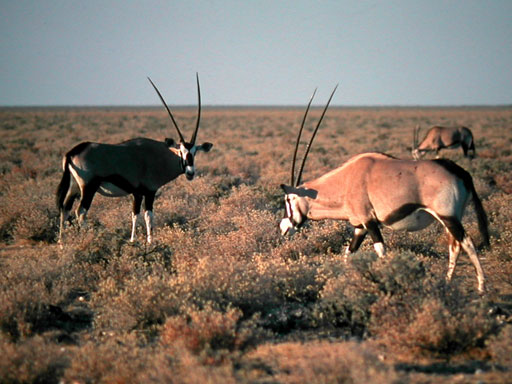
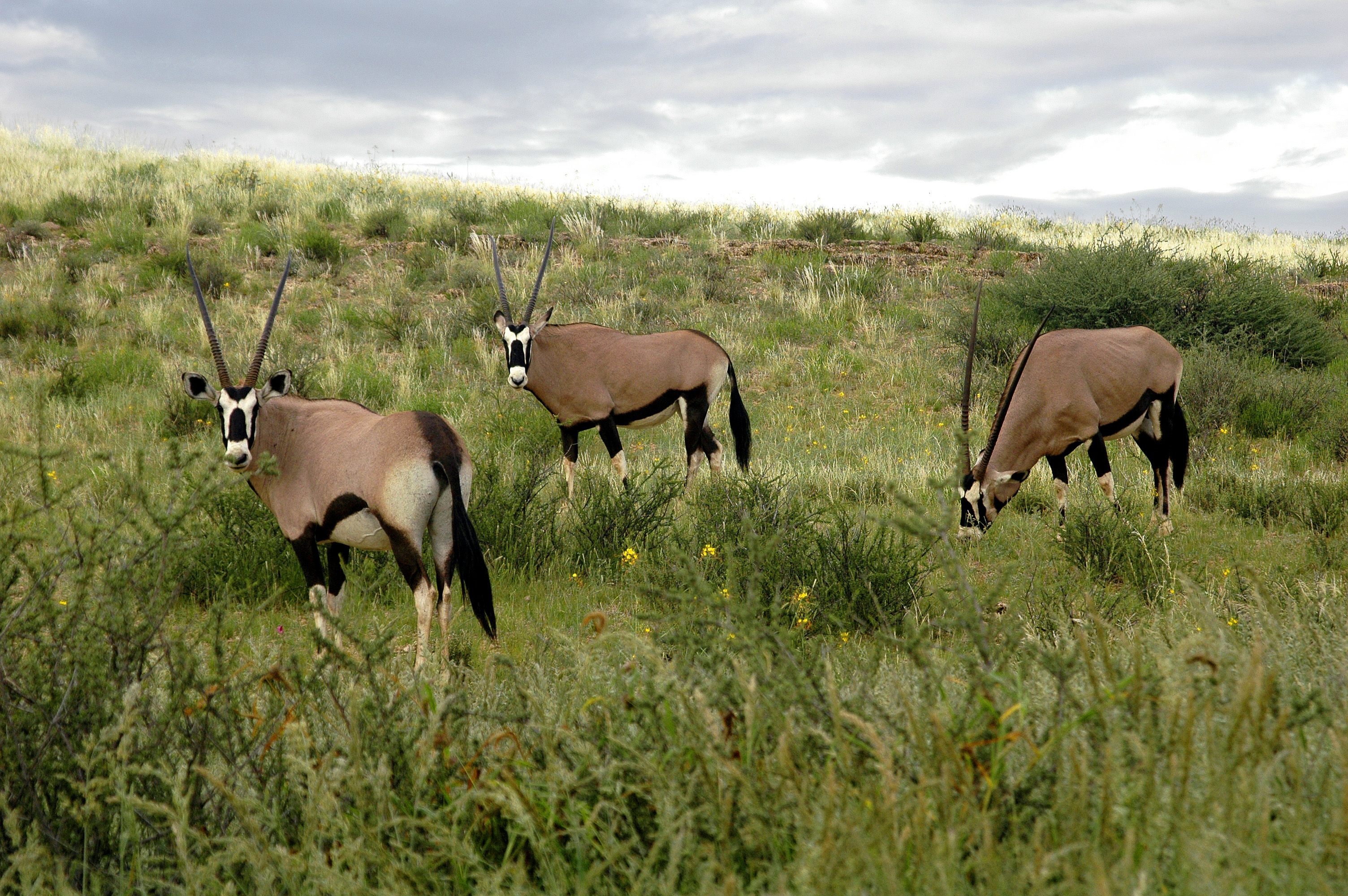
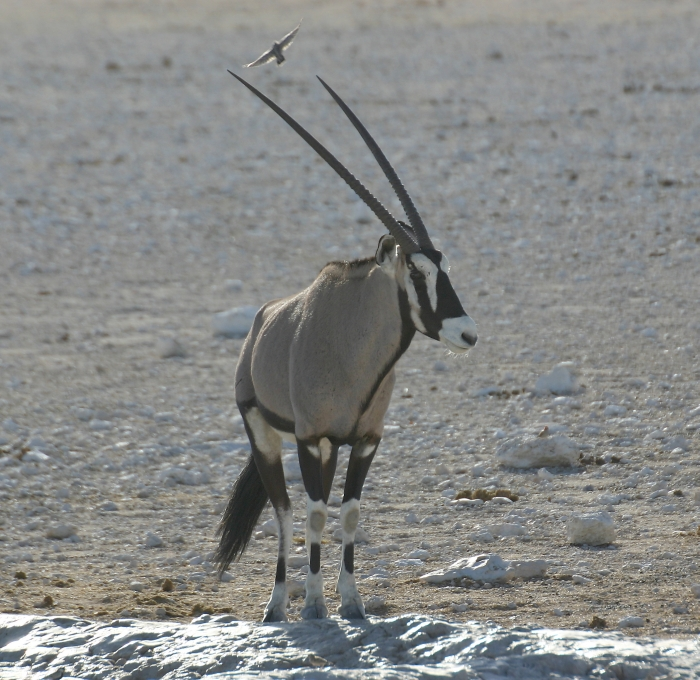
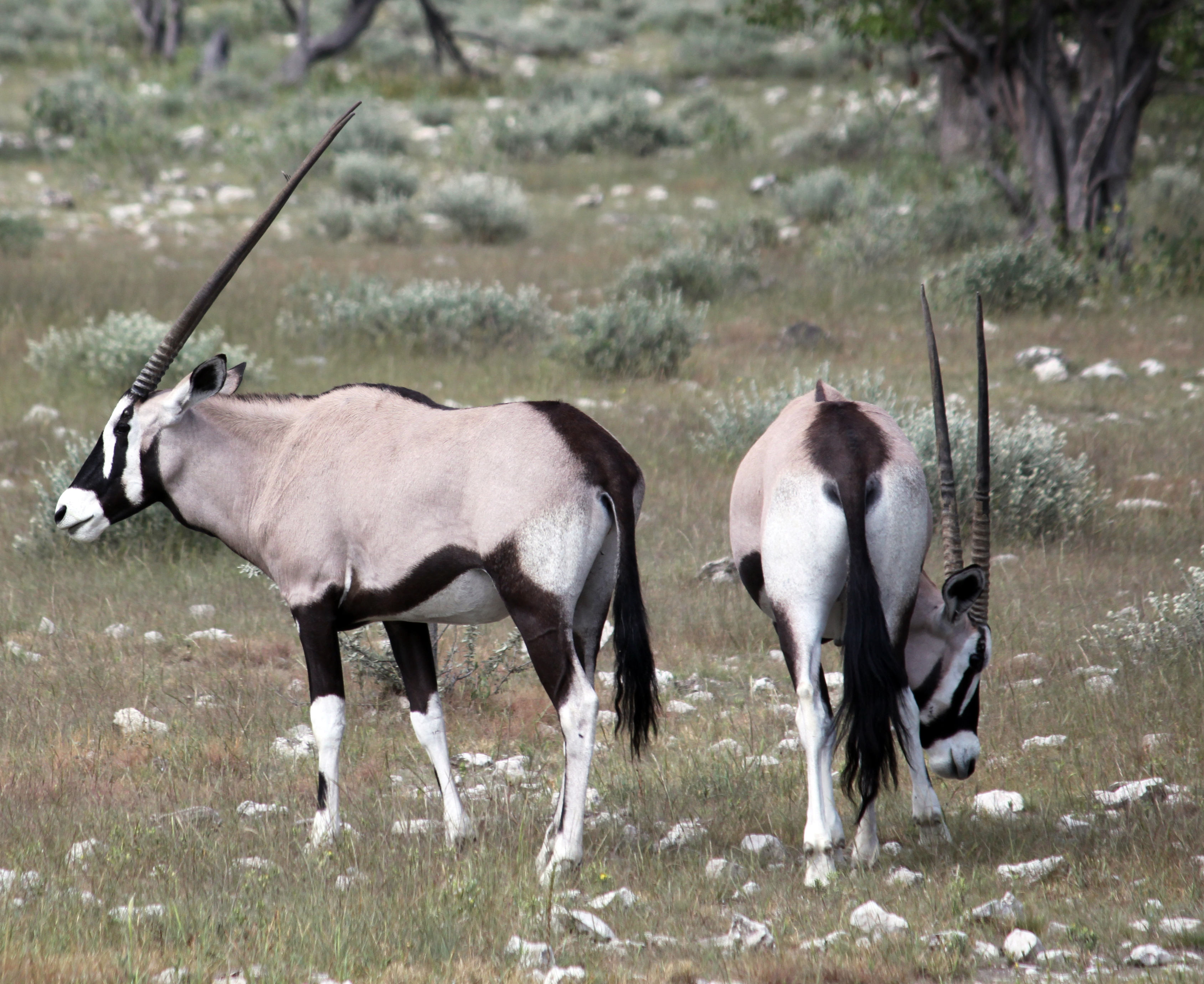
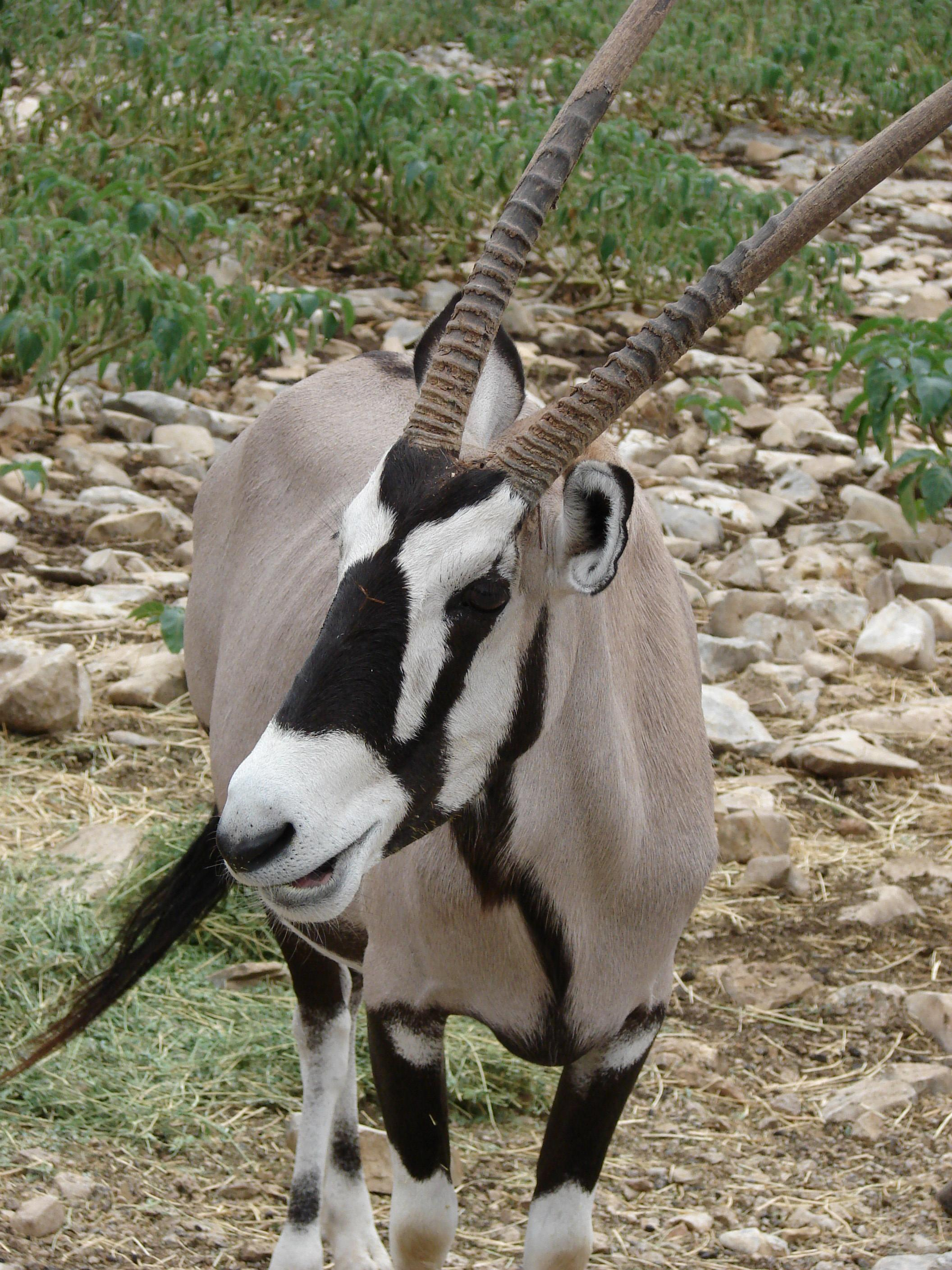
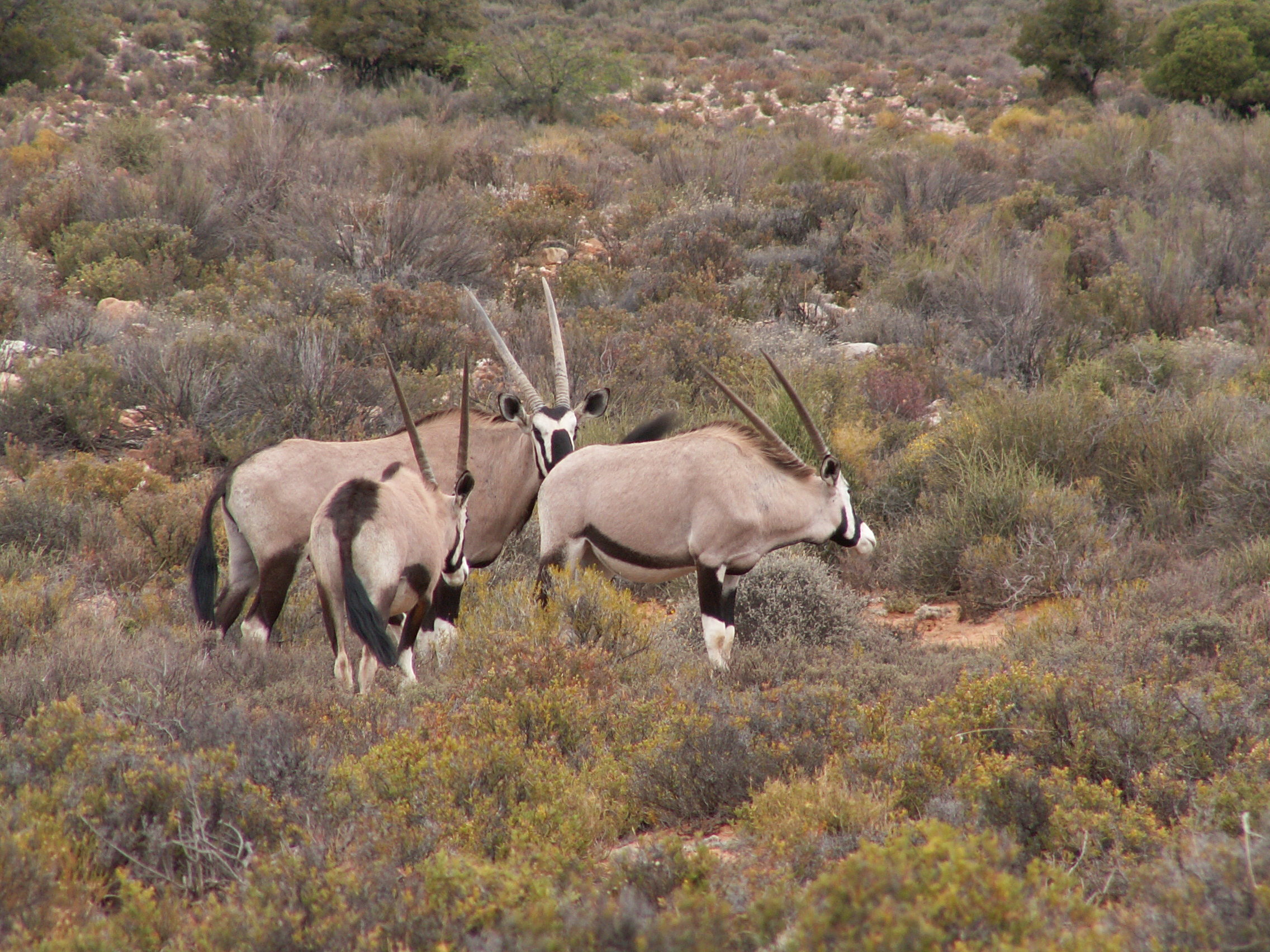
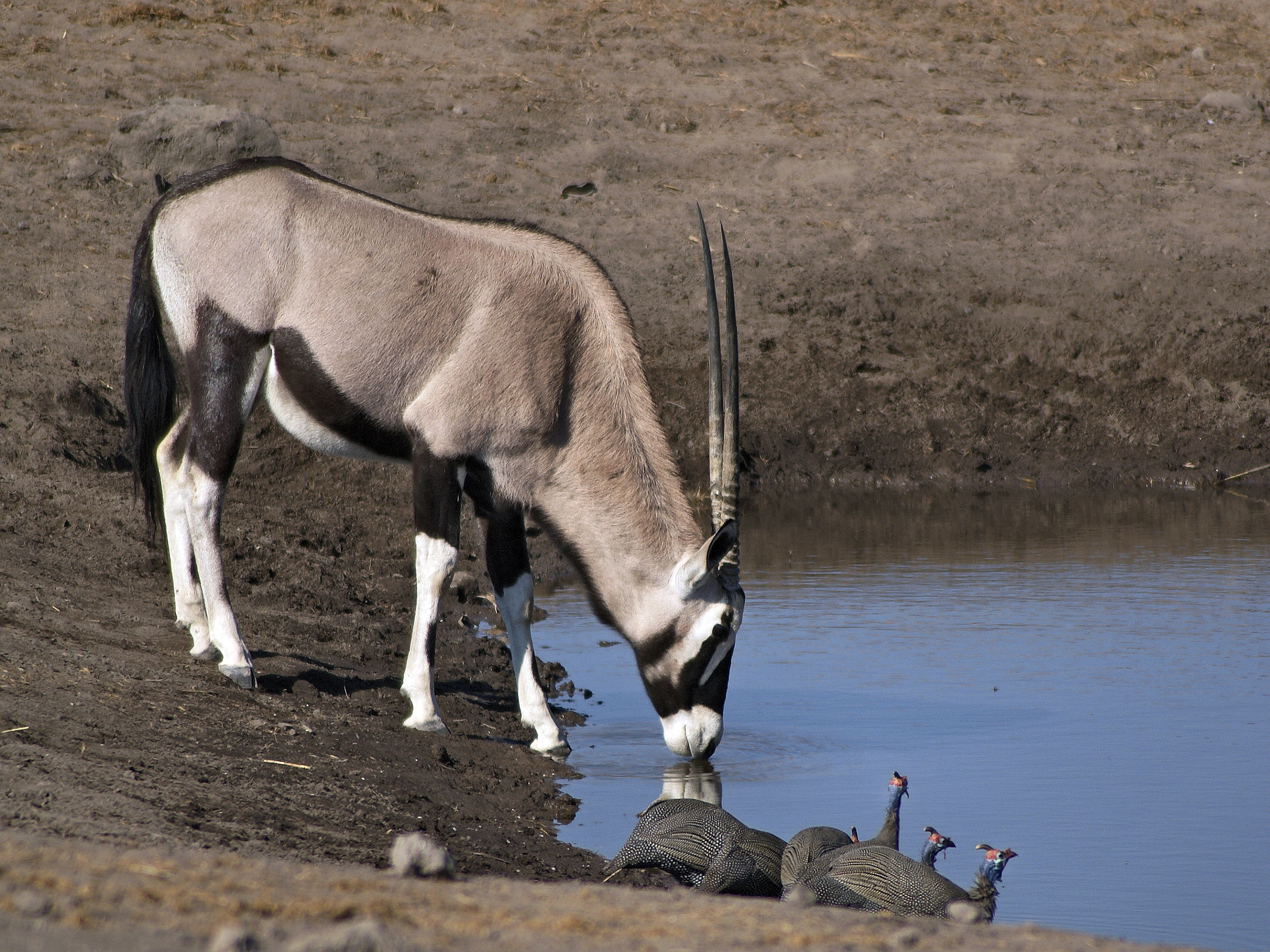
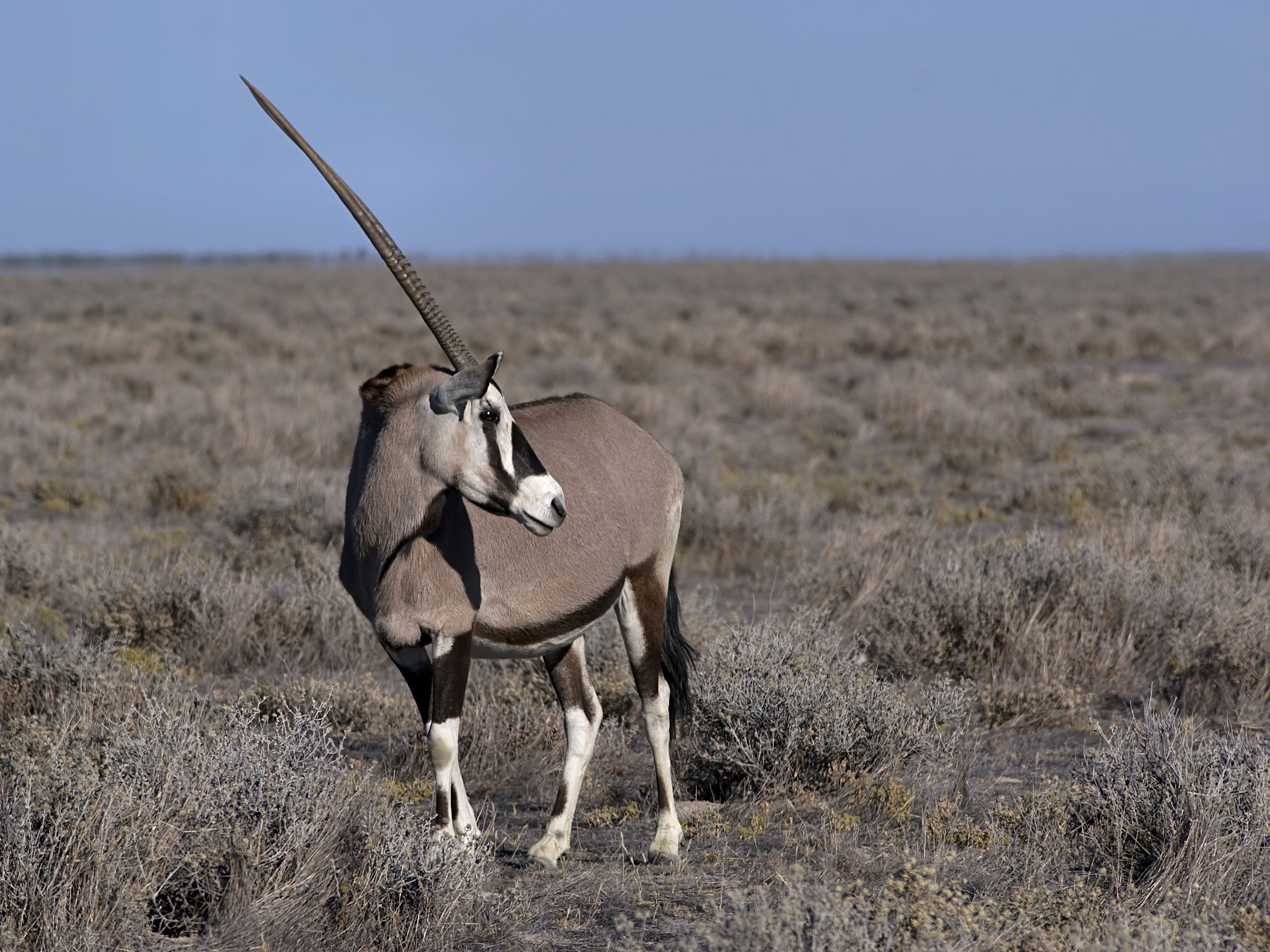
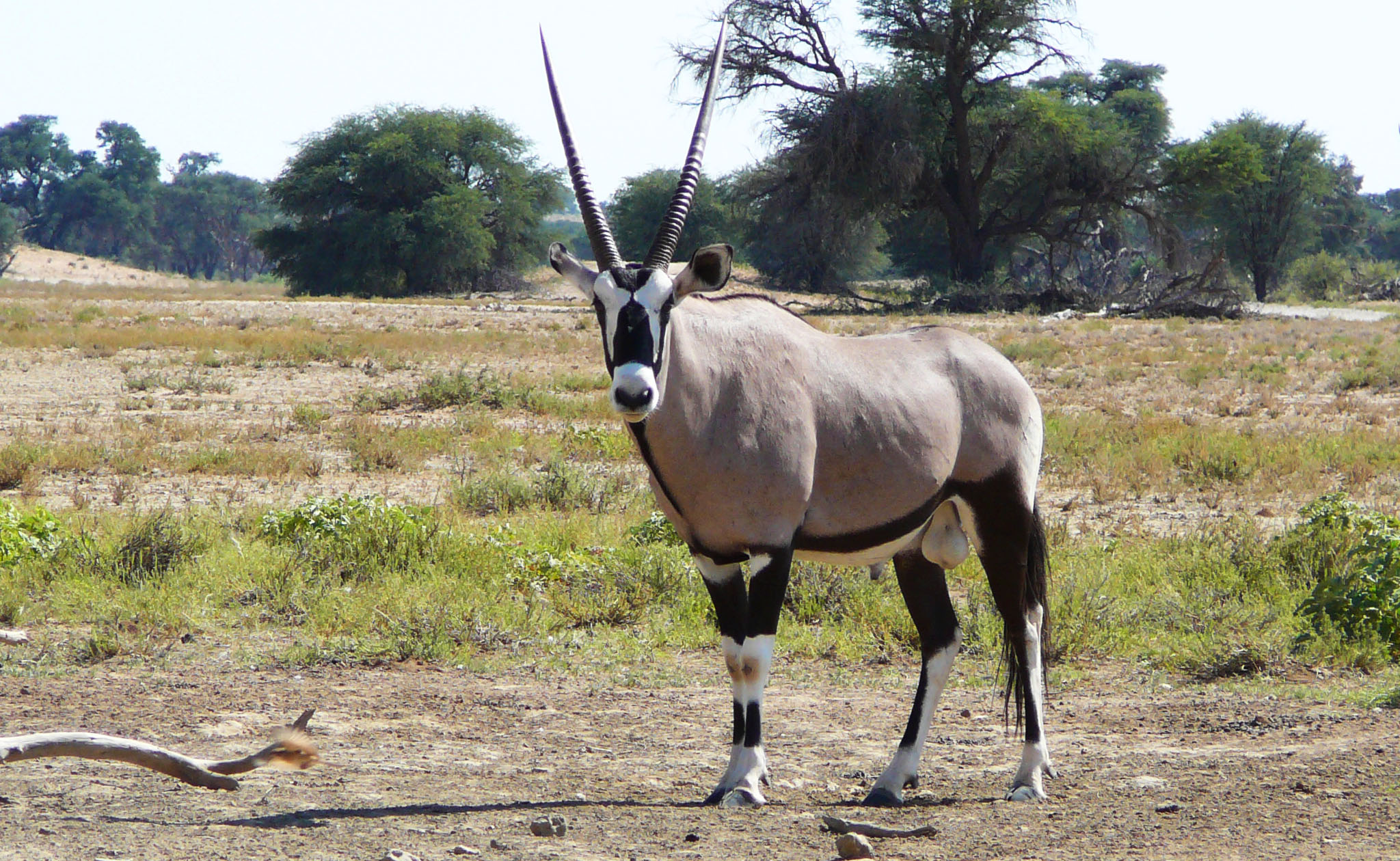
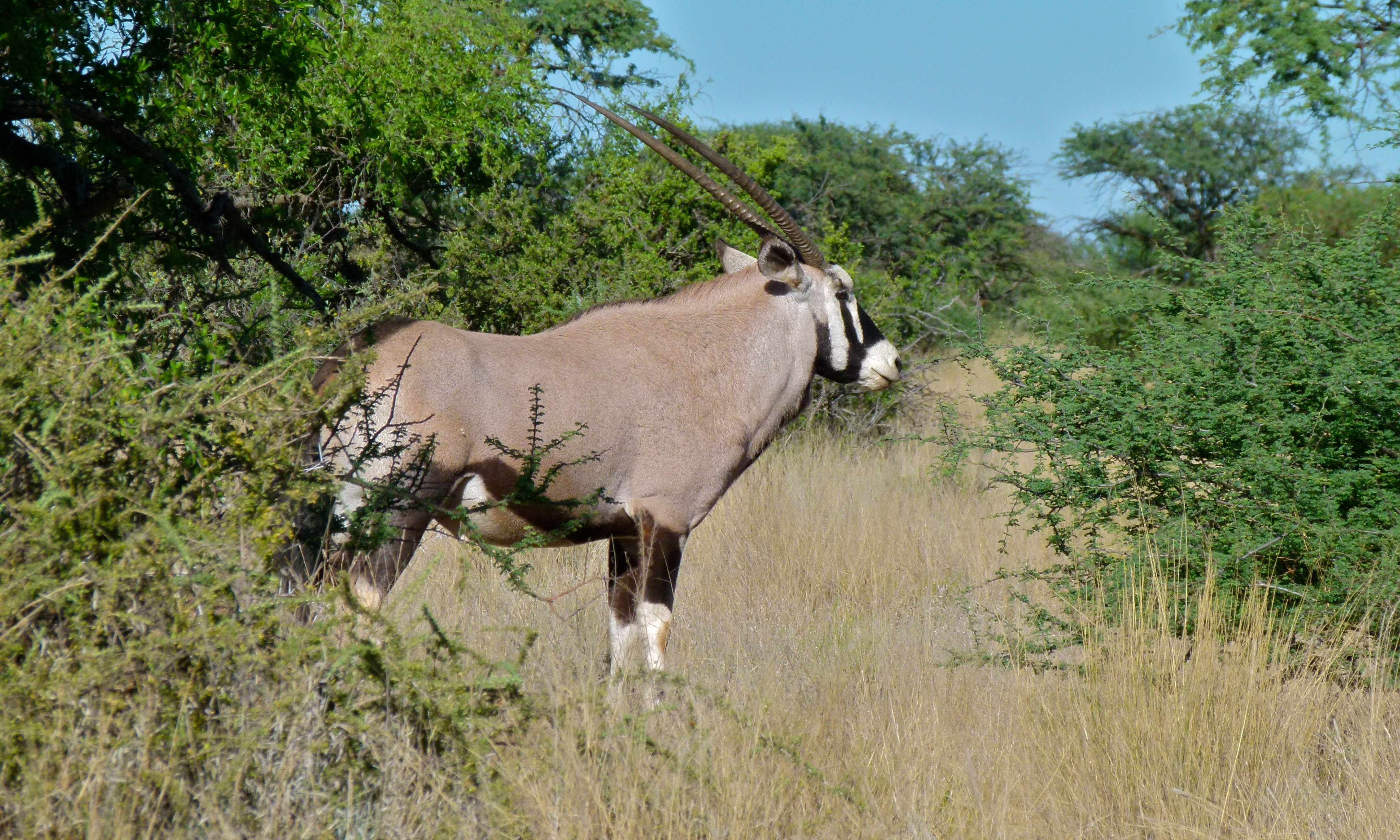
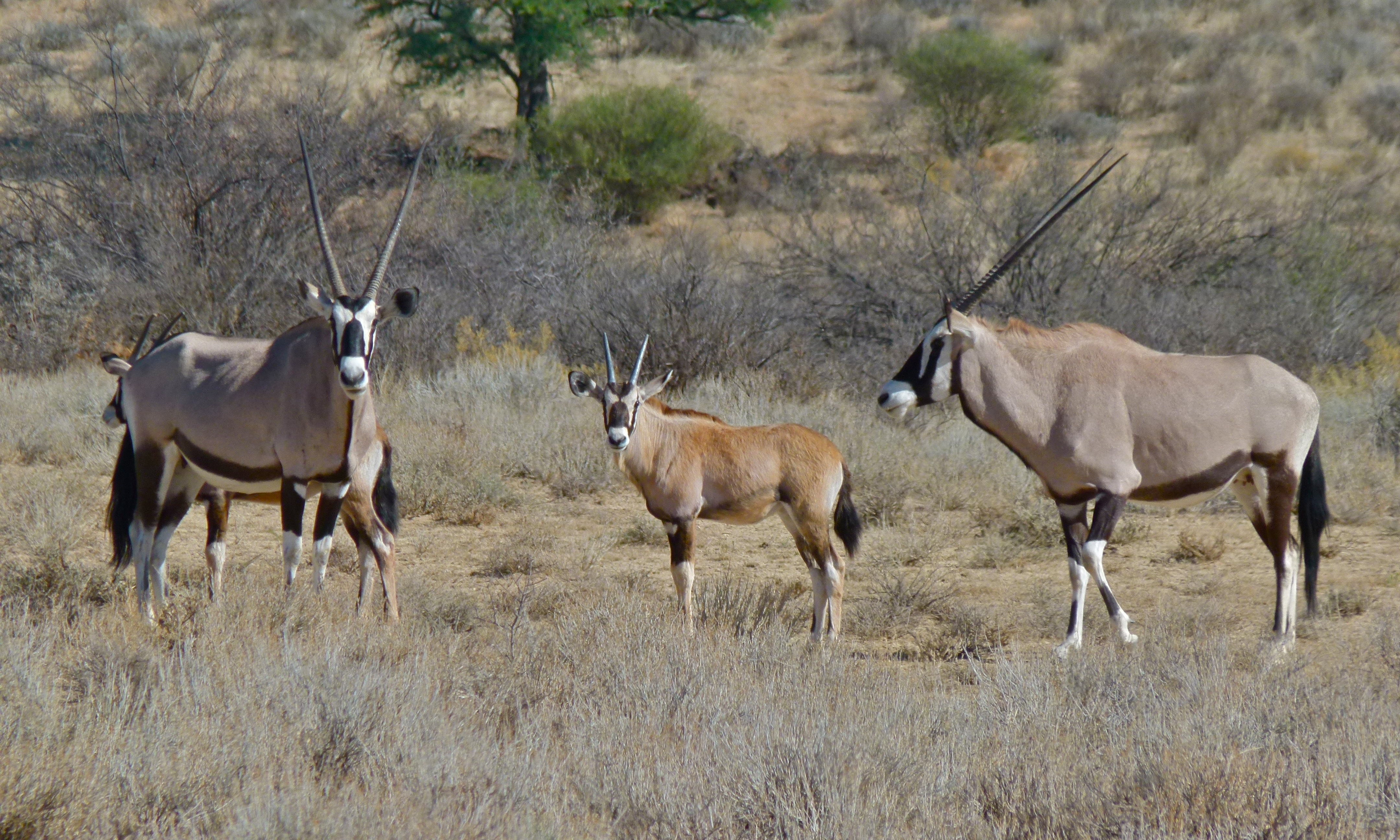